# Mark Lester Blanco
Mark Lester Blanco Pineda (Soyapango, San Salvador, 17 de enero de 1989) es un futbolista salvadoreño. Juega de delantero y su actual equipo es el Jocoro F.C.

## Trayectoria
Inició su carrera profesional en el año 2004 con Atlético Marte, cuando el equipo marciano se encontraba en Liga de Ascenso. Para los años 2005 y 2006 militó en Telecom de la misma categoría. Ese mismo 2006, se unió a las filas de Nejapa de la Primera División, y para 2008 pasó a formar parte de Chalatenango. Para el Torneo Apertura 2009, Blanco retornó al Atlético Marte. 
El Torneo Clausura 2010 fue contratado por Isidro Metapán, y logró ese mismo certamen el título de campeón; que repitió en el Torneo Apertura 2010 y el Torneo Apertura 2011.
Para el mes de mayo de 2012, se dio a conocer un acuerdo de préstamo para que Blanco fuese parte del club KIL Toppfotball de la Segunda División de Noruega hasta el mes de noviembre de ese año. Sin embargo, tuvo pocos minutos con el equipo noruego y, debido a que su continuidad no estaba asegurada, decidió firmar con el equipo hondureño Marathón para el Torneo Clausura 2013. En esa temporada con el «Monstruo verde», anotó cinco goles en la fase de clasificación y llegó a la fase de repechaje que perdió ante el Platense. Para el mes de julio firmó contrato con el Real España, y pese a tener pocos minutos en la cancha fue parte del plantel que ganó el Torneo Apertura. 

### Selección nacional
Con la selección nacional de El Salvador, Blanco ha participado en los combinados menores de 20 y 23 años, especialmente en el preolímpico de Concacaf de 2012. Ha sido convocado para la selección mayor desde el 2009, con participaciones en la Copa Centroamericana 2011 y 2013; y la Copa de Oro de la Concacaf 2011 y 2013.
En eliminatorias para copas del mundo, participó en un juego de la clasificación para Sudáfrica 2010, y siete para Brasil 2014, en la que anotó en tres ocasiones.

## Clubes
Actualizado al último partido jugado el 10 de febrero de 2024.
| Nejapa Fútbol Club · El Salvador                       | 1.ª                 |                     |     |    |   |   |    |   |     |    |
| Nejapa Fútbol Club · El Salvador                       | 1.ª                 | 2006-07             |     |    |   |   |    |   |     |    |
| Nejapa Fútbol Club · El Salvador                       | 1.ª                 | 2007-08             |     |    |   |   |    |   |     |    |
| Nejapa Fútbol Club · El Salvador                       | Total               | Total               | 0   | 0  | 0 | 0 | 0  | 0 | 0   | 0  |
| Club Deportivo Chalatenango · El Salvador              | 1.ª                 | 2008-09             | 28  | 5  | - | - | -  | - | 28  | 5  |
| Club Deportivo Chalatenango · El Salvador              | Total               | Total               | 28  | 5  | 0 | 0 | 0  | 0 | 28  | 5  |
| Club Deportivo Atlético Marte · El Salvador            | 1.ª                 | 2009-10             | 13  | 6  | - | - | -  | - | 13  | 6  |
| Club Deportivo Atlético Marte · El Salvador            | Total               | Total               | 13  | 6  | 0 | 0 | 0  | 0 | 13  | 6  |
| Asociación Deportiva Isidro Metapán · El Salvador      | 1.ª                 | 2010-11             | ?   | 9  | - | - | 2  | 0 | 2   | 9  |
| Asociación Deportiva Isidro Metapán · El Salvador      | 1.ª                 | 2011-12             | 25  | 7  | - | - | 9  | 3 | 34  | 10 |
| Asociación Deportiva Isidro Metapán · El Salvador      | Total               | Total               | 25  | 16 | 0 | 0 | 11 | 3 | 36  | 19 |
| Kongsvinger IL · Noruega                               | 2.ª                 | 2012                | 9   | 0  | - | - | -  | - | 9   | 0  |
| Kongsvinger IL · Noruega                               | Total               | Total               | 9   | 0  | 0 | 0 | 0  | 0 | 9   | 0  |
| Club Deportivo Marathón Honduras                       | 1.ª                 | 2013                | 14  | 6  | - | - | -  | - | 14  | 6  |
| Club Deportivo Marathón Honduras                       | Total               | Total               | 14  | 6  | 0 | 0 | 0  | 0 | 14  | 6  |
| Real Club Deportivo España Honduras                    | 1.ª                 | 2013                | 10  | 1  | - | - | -  | - | 10  | 1  |
| Real Club Deportivo España Honduras                    | Total               | Total               | 10  | 1  | 0 | 0 | 0  | 0 | 10  | 1  |
| Club Deportivo Luis Ángel Firpo · El Salvador          | 1.ª                 | 2014                | 17  | 4  | - | - | -  | - | 17  | 4  |
| Club Deportivo Luis Ángel Firpo · El Salvador          | Total               | Total               | 17  | 4  | 0 | 0 | 0  | 0 | 17  | 4  |
| Club Deportivo FAS · El Salvador                       | 1.ª                 | 2014                | 18  | 2  | - | - | 3  | 0 | 21  | 2  |
| Club Deportivo FAS · El Salvador                       | Total               | Total               | 18  | 2  | 0 | 0 | 3  | 0 | 21  | 2  |
| Club Deportivo Atlético Marte · El Salvador            | 1.ª                 | 2015                | 10  | 5  | - | - | -  | - | 10  | 5  |
| Club Deportivo Atlético Marte · El Salvador            | 1.ª                 | 2015                | 19  | 3  | - | - | -  | - | 19  | 3  |
| Club Deportivo Atlético Marte · El Salvador            | Total               | Total               | 29  | 8  | 0 | 0 | 0  | 0 | 29  | 8  |
| Santa Tecla Fútbol Club · El Salvador                  | 1.ª                 | 2016                | 22  | 7  | - | - | -  | - | 22  | 7  |
| Santa Tecla Fútbol Club · El Salvador                  | 1.ª                 | 2016                | 23  | 5  | - | - | -  | - | 23  | 5  |
| Santa Tecla Fútbol Club · El Salvador                  | Total               | Total               | 45  | 12 | 0 | 0 | 0  | 0 | 45  | 12 |
| Asociación Deportiva San Carlos · Costa Rica           | 1.ª                 | 2017                | 8   | 1  | - | - | -  | - | 8   | 1  |
| Asociación Deportiva San Carlos · Costa Rica           | Total               | Total               | 8   | 1  | 0 | 0 | 0  | 0 | 8   | 1  |
| Liga Deportiva Universitaria de Loja · Ecuador         | 2.ª                 | 2018                | 4   | 0  | - | - | -  | - | 4   | 0  |
| Liga Deportiva Universitaria de Loja · Ecuador         | Total               | Total               | 4   | 0  | 0 | 0 | 0  | 0 | 4   | 0  |
| Asociación Deportiva Isidro Metapán · El Salvador      | 1.ª                 | 2018                | 9   | 0  | - | - | -  | - | 9   | 0  |
| Asociación Deportiva Isidro Metapán · El Salvador      | Total               | Total               | 9   | 0  | 0 | 0 | 0  | 0 | 9   | 0  |
| Club Deportivo Iztapa · Guatemala                      | 1.ª                 | 2019                | 21  | 3  | - | - | -  | - | 21  | 3  |
| Club Deportivo Iztapa · Guatemala                      | Total               | Total               | 21  | 3  | 0 | 0 | 0  | 0 | 21  | 3  |
| Asociación Deportiva y Recreativa Jicaral · Costa Rica | 1.ª                 | 2019                | 4   | 0  | - | - | -  | - | 4   | 0  |
| Asociación Deportiva y Recreativa Jicaral · Costa Rica | Total               | Total               | 4   | 0  | 0 | 0 | 0  | 0 | 4   | 0  |
| Phrae United F.C. Tailandia                            | 2.ª                 | 2020-21             | 33  | 11 | - | - | -  | - | 33  | 11 |
| Phrae United F.C. Tailandia                            | Total               | Total               | 33  | 11 | 0 | 0 | 0  | 0 | 33  | 11 |
| Nakhon Pathom United Tailandia                         | 2.ª                 | 2021                | 11  | 1  | - | - | -  | - | 11  | 1  |
| Nakhon Pathom United Tailandia                         | Total               | Total               | 11  | 1  | 0 | 0 | 0  | 0 | 11  | 1  |
| Club Deportivo Águila · El Salvador                    | 1.ª                 | 2022                | 6   | 0  | - | - | -  | - | 6   | 0  |
| Club Deportivo Águila · El Salvador                    | Total               | Total               | 6   | 0  | 0 | 0 | 0  | 0 | 6   | 0  |
| Sukhothai Football Club Tailandia                      | 1.ª                 | 2022                | 6   | 1  | 2 | 0 | -  | - | 8   | 1  |
| Sukhothai Football Club Tailandia                      | Total               | Total               | 6   | 1  | 2 | 0 | 0  | 0 | 8   | 1  |
| North Bangkok University F.C. Tailandia                | 3.ª                 | 2023                | 14  | 3  | - | - | -  | - | 14  | 3  |
| North Bangkok University F.C. Tailandia                | Total               | Total               | 14  | 3  | 0 | 0 | 0  | 0 | 14  | 3  |
| Jocoro Fútbol Club · El Salvador                       | 1.ª                 | 2023-24             | 28  | 3  | - | - | 2  | 0 | 30  | 3  |
| Jocoro Fútbol Club · El Salvador                       | Total               | Total               | 28  | 3  | 0 | 0 | 2  | 0 | 30  | 3  |
| Total en su carrera                                    | Total en su carrera | Total en su carrera | 352 | 83 | 2 | 0 | 16 | 3 | 370 | 86 |
| (2) No incluye goles en partidos amistosos.            |                     |                     |     |    |   |   |    |   |     |    |

Segunda División de El Salvador
| Club                          | País        | Año         |
| ----------------------------- | ----------- | ----------- |
| Club Deportivo Atlético Marte | El Salvador | 2004 - 2005 |
| Telecom                       | El Salvador | 2005 - 2006 |
| C.D. Cruzeiro                 | El Salvador | 2025 -      |

### Selección nacional
| Selección                                 | Año                 | Partidos | Goles |
| ----------------------------------------- | ------------------- | -------- | ----- |
| El Salvador Sub-21                        |                     |          |       |
| 2010                                      | 1                   | 0        |       |
| El Salvador Sub-23                        |                     |          |       |
| 2011                                      | 2                   | 2        |       |
| 2012                                      | 4                   | 2        |       |
| Total en su carrera                       | Total en su carrera | 7        | 4     |
| El Salvador                               |                     |          |       |
| 2007                                      | 1                   | 0        |       |
| 2008                                      | 0                   | 0        |       |
| 2009                                      | 1                   | 0        |       |
| 2010                                      | 2                   | 0        |       |
| 2011                                      | 14                  | 5        |       |
| 2012                                      | 6                   | 0        |       |
| 2013                                      | 10                  | 0        |       |
| 2014                                      | 2                   | 0        |       |
| Total en su carrera                       | Total en su carrera | 36       | 5     |
| Estadísticas hasta el 7 de junio de 2014. |                     |          |       |

## Palmarés

### Trofeos nacionales
| Título          | Club             | País        | Año  |
| --------------- | ---------------- | ----------- | ---- |
| Torneo Clausura | Isidro Metapán   | El Salvador | 2010 |
| Torneo Apertura | Isidro Metapán   | El Salvador | 2010 |
| Torneo Apertura | Isidro Metapán   | El Salvador | 2011 |
| Torneo Apertura | Real España      | Honduras    | 2013 |
| Torneo Apertura | Santa Tecla F.C. | El Salvador | 2016 |